# Friederike von Kirchbach

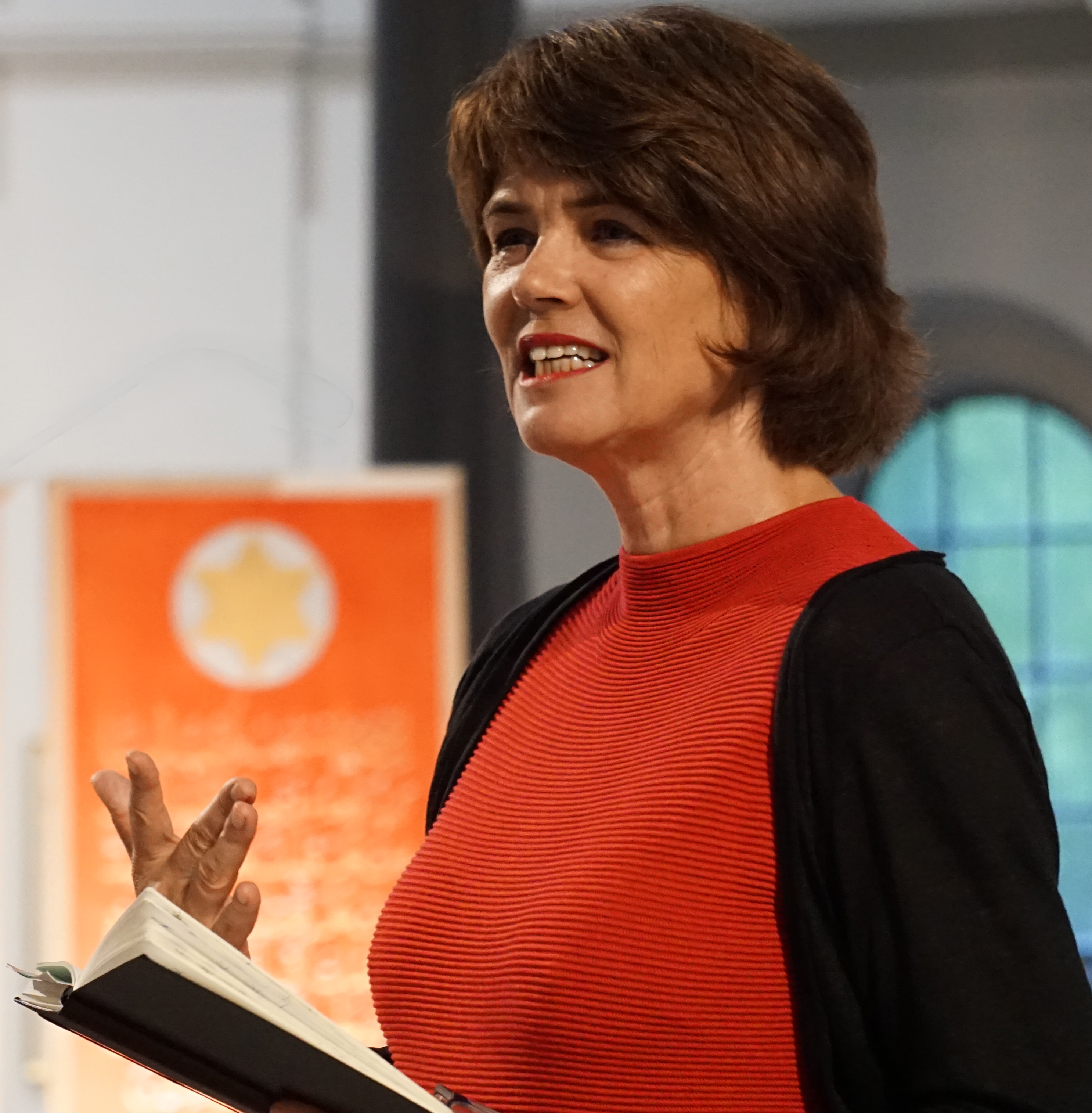
Friederike von Kirchbach, 2017

Friederike von Kirchbach (* 28. Mai 1955 in Gersdorf, Kreis Döbeln) ist eine deutsche evangelische Geistliche und Medienpolitikerin. Sie war von 2000 bis 2005 Generalsekretärin des Deutschen Evangelischen Kirchentages und von 2005 bis 2015 Pröpstin der Evangelischen Kirche Berlin-Brandenburg-schlesische Oberlausitz (EKBO). Von 2013 bis zu ihrem Rücktritt im August 2022 leitete sie als Vorsitzende den Rundfunkrat des Rundfunks Berlin-Brandenburg (rbb).

## Leben
Friederike von Kirchbach wurde 1955 als zweites von vier Kindern des Pfarrers Sieger von Kirchbach (1924–2014, Sohn des aus Dresden stammenden Theologen Arndt von Kirchbach) und der Kantorin Dorothea von Kirchbach, geb. Helm (1927–2019), in Gersdorf bei Leipzig geboren. Ihre Eltern waren vor ihrer Geburt von Westdeutschland in die DDR gegangen. Sie folgten dem Ruf der Kirche dort, die unter Pfarrermangel litt. Aufgewachsen ist sie in Neuhausen im Erzgebirge.
Nach dem Studium der Theologie in Leipzig und Jena war sie von 1986 bis 1992 Landesjugendwartin in der sächsischen Landesstelle für Junge Gemeinde. Daran schloss sich eine Stelle als Gemeindepfarrerin in Kreischa bei Dresden an. Von 1994 bis 1997 war sie an der redaktionellen Vorbereitung des „Gemeinsamen Wortes der Kirchen zur wirtschaftlichen und sozialen Lage“ beteiligt. 
Von 2000 bis 2005 wirkte sie als Generalsekretärin des Deutschen Evangelischen Kirchentages. In dieser Funktion war sie leitend am Deutschen Evangelischen Kirchentag 2001, am Ökumenischen Kirchentag 2003 und am Deutschen Evangelischen Kirchentag 2005 beteiligt. 
Seit 2005 war sie Pröpstin der Evangelischen Kirche Berlin-Brandenburg-schlesische Oberlausitz (EKBO). Als Pröpstin war sie die theologische Leiterin im Konsistorium zu Berlin und zugleich Stellvertreterin des Bischofs. Sie leitete die Abteilung 2 (Theologische Leitung, Theologie und Gemeindeaufbau, Kirchliches Leben, gemeindliche Arbeit mit Kindern und Jugendlichen). Nach Ablauf ihrer 10-jährigen Amtszeit im Juni 2015 wurde Christian Stäblein im August 2015 ihr Amtsnachfolger. Friederike von Kirchbach unterstützte nach ihrem Ausscheiden aus dem Propstamt im Auftrag der Kirchenleitung der EKBO das House of One in Berlin.
Friederike von Kirchbach war vom 1. Juni 2016 bis zum Eintritt in den Ruhestand am 28. Februar 2021 Pfarrerin in der Kirchengemeinde St. Thomas in Berlin-Kreuzberg.
Sie war und ist ferner in zahlreichen Gremien von Staat und Kirche tätig: Von 2009 bis 2015 war sie Vorsitzende des Ökumenischen Rats Berlin-Brandenburg. Von 2010 bis 2016 war sie Mitglied des Vorstandes des Sozialwissenschaftlichen Instituts der EKD. Von 2011 bis 2015 war sie Vorsitzende des Missionsrates des Berliner Missionswerks. Seit 2012 ist sie Mitglied des Beirates der Forensischen Ambulanz an der Charité. Von 2014 bis 2017 war sie Mitglied des Kuratoriums der Senatsbaudirektorin zum Dialogprozess Berliner Mitte. Seit 2018 ist sie Mitglied des Verwaltungsrates der Kindernothilfe.
Sie ist geschieden und Mutter von drei Kindern; ihren Ehenamen Woldt legte sie wieder ab. Sie ist eine Cousine von Hans-Peter von Kirchbach, dem früheren Generalinspekteur der Bundeswehr.

## Tätigkeit im rbb-Rundfunkrat 2007–2022
Seit 2007 gehörte Kirchbach dem Rundfunkrat des Rundfunks Berlin-Brandenburg (rbb) an, seit 2013 war sie Vorsitzende des Rundfunkrates und wurde 2021 für weitere zwei Jahre wiedergewählt. Als Vorsitzende des Rundfunkrates war sie auch Mitglied der Gremienvorsitzendenkonferenz der ARD und Vorsitzende des Telemedienausschusses des Rundfunkrates. Entsandt wurde sie in den Rundfunkrat durch die Evangelische Kirche Berlin-Brandenburg-schlesische Oberlausitz.
Am 20. August 2022 trat Kirchbach vor dem Hintergrund der rbb-Affäre, für die sie als Vorsitzende des Aufsichtsgremiums die Verantwortung trug, mit sofortiger Wirkung von ihrem Amt zurück und aus dem Rundfunkrat aus. Sie wolle damit nach zehn Jahren als Vorsitzende des Rundfunkrates einen Beitrag zum Neuanfang leisten und sei nicht bereit, ihre berufliche Integrität als Pfarrerin und Seelsorgerin in Frage stellen zu lassen.